# Xavier Torres Ramis
Xavier Torres Ramis, més conegut com a Xavi Torres, és un nadador mallorquí nascut a Palma el 14 de juny de 1974.
Mentre que el 2009, rebé del Consell Insular de Mallorca el Premi Jaume II juntament amb els altres medallistes mallorquins als Jocs Paralímpics de Pequín del 2008: Jesús Collado Alarcón, Esther Morales Fernández i Alejandro Sánchez Palomero, pels mèrits esportius, centrats en l'esforç personal, la constància i la voluntat de superació. Aquests grans
esportistes del món de la natació representaren un paper destacat en els darrers Jocs Olímpics de la ciutat asiàtica i, entre tots, acumularen una bona quantitat de medalles, a part del reconeixement internacional. El seu exemple i els seus èxits personals són també un patrimoni de Mallorca.
Amb una minusvalidesa d'amputat, (tetrafocomelia) categoria S5/SM4, és un dels millors nedadors paralímpics de la història.

## Palmarès
L'any 1992, a Barcelona, Catalunya, es va escriure la crònica com a Campió Paralímpic que deixaria una empremta indeleble a la història de l'esport. Enmig de l'efervescència dels Jocs Paralímpics, aquest atleta va destacar amb una actuació magistral, conquerint 1 medalla d'or, 2 de plata i 2 de bronze, i deixant una empremta en establir un rècord mundial.
La gesta no es va aturar aquí, ja que el 1996, a la ciutat d'Atlanta, Geòrgia, Estats Units, el Campió Paralímpic va tornar a alçar la bandera de la victòria, afegint a la seva col·lecció 1 medalla d'or, 1 de plata i 1 de bronze, acompanyades novament per la glòria d'un rècord mundial.
El següent capítol de triomfs va tenir lloc a Sydney el 2000, al cor de Nova Gal·les del Sud. El protagonista d'aquesta història es va consagrar amb 3 medalles d'or i 1 de bronze, establint tres nous rècords mundials que ressonarien a la memòria col·lectiva dels aficionats a l'esport paralímpic.
No obstant això, com en tot relat èpic, també hi va haver moments de desafiament. A Atenes 2004, el Campió Paralímpic es va erigir en subcampió, duent-se una medalla de plata i una altra de bronze. A Pequín 2008, la història es va repetir amb una altra actuació destacada que li va valer el títol de subcampió, sumant una medalla de plata i una altra de bronze al seu impressionant palmarès.
Els Jocs Paralímpics de Londres 2012 i Tòquio 2021 van presenciar la tenacitat i perseverança d'aquest atleta, qui es va classificar com a 5è en la primera ocasió i va aconseguir el 6è lloc als 150 metres en els estils a la segona. A més, a Tòquio, va demostrar la seva destresa quedant-se en la 7a posició als 50 metres esquena, marcant un nou rècord d'Espanya tant a les preliminars com a la final.
Però aquest campió no només va brillar en els Jocs Paralímpics; la seva trajectòria inclou títols com a Campió del Món Júnior a Saint-Étienne 1990, on va conquerir 3 medalles d'or, 2 de plata i va establir 3 rècords mundials júnior. A més, es va destacar com a Campió del Món Absolut a Malta '94, Christchurch 1998 (Nova Zelanda) i Argentina 2002, acumulant un impressionant total de 10 medalles d'or, 6 de plata i 3 de bronze, a més de diversos rècords mundials.
El seu domini no es va limitar a l'escenari mundial, ja que el campió també es va consagrar a l'àmbit europeu, assolint el cim a Barcelona 1991, Perpinyà 1995, Badajoz 1997, Estocolm 2001 i Reykjavík 2009, acumulant un total de 9 medalles d'or, 8 de plata i 4 de bronze als Campionats d'Europa.
Campió d'Espanya 124 vegades. Edicions d'hivern i estiu en diverses especialitats i distàncies (individual, relleus i per clubs) des de 1989 a 2012. 118 vegades Campió d'Espanya individual. 3 vegades Campió d'Espanya en relleus. 3 vegada Campió d'Espanya per clubs.

## Càrrecs
- Director Tècnic del Club Natació Voltor Balear. Primer entrenador del Club des de 1997 a 2002.
- Director de les Escoles Municipals de Natació de l'Ajuntament de Palma - (Institut Municipal de l'Esport - IME). Piscines Municipals de Son Moix, Germans Escalas i Son Hugo des de 1998 a 2002.
- Membre del Comitè Mundial de Nedadors del Swimming Executive Comitte (IPC-SWIMMING) - Comitè Paralímpic Internacional (IPC) des de 1996 a 2000 i des de 2001.
- Col·laborador Tècnic Projectes Esportius de la Universitat de les Illes Balears anys 1999 i 2000.
- Membre de la Junta Directiva de la Federacion Española de Deportes de Minusvalidos Físicos.
- Membre de la Junta Rectora de l'Institut Municipal d'Esports de l'Ajuntament de Palma des de 2003-2007
- President de la Federació Balear d'Esports per a persones amb discapacitat 2005-2007.
- President de la mesa d'Esports per a persones amb discapacitat "Esports per a tots" (2008...) Conselleria d'Esports i Joventut- Conselleria d'Afers Socials Promoció i Immigració- Govern de les Illes Balears
- Seleccionador espanyol junior 2007 - 2008.
- Col·laborador Tècnic Juvenil de natació Paralimpica de la Federació Nacional de Croacia (2009)
- Seleccionador espanyol junior des de 2012 a l'actualitat.
- President de la Comissió d'Esports i Discapacitat de la Conselleria d'Esports i Joventut del Govern de les Illes Balears (2.009 - 2015...)
- Membre de la Comissió Balear Anti Dopatge
- Membre del Consell de Direcció de l'Escola Balear de l'Esport
- Ambaixador dels Laboratoris Farmacèutics Labo-Life a Consell (Mallorca)
- Ambaixador del Banc d'Aliments de Mallorca.

## Reconeixement
- 1991 - Premi Nacional "Olimpia" de l'esport, del Consell Superior d'Esports.
- 2000 - Medalla d'or de la Ciutat de Palma (Mallorca) de juntament de Palma
- 2001 - Premi Ramon Llull a l'activitat esportiva, un guardó del Govern Balear
- 2008 - Medalla de França al Mérit Esportiu, i Joventut 2008
- 2009 - Premi Jaume II -Consell Insular de Mallorca
- 2013 - Premi Cornelius Atticus, màxim guardó del Govern Balear per una vida dedicada a l'esport